# Список монархів Великої Британії за тривалістю правління
Список монархів Великої Британії, з моменту створення єдиної держави між двома країнами — Королівством Англія та Королівством Шотландія 1 травня 1707 року, приєднання до них Королівства Ірландія 1 січня 1801 року та по цей день. Загальна кількість монархів, що перебували на престолі за 315 років — 13 з урахуванням нового наступника Чарльза III, який став новим королем 8 вересня 2022 року
Першим монархом у державі стала Королева Англії, Шотландії та Ірландії Анна Стюарт, яка знаходилися на престолі 7 років та 93 дня, а при її правлінні відбулося багато визначних подій для Королівства, королева не залишила по собі нащадків, тому її наступником став Георг I, що був її родичем, але походив з Ганноверської династії

### Список
| Ім'я         | Дата правління                                          | Портрет | Герб                                                                                                  | Народження Час, місце та батьки                                                                                     | Шлюб                                                                               | Дата смерті                               | Вік                                                   | Династія/Рід         |
| ------------ | ------------------------------------------------------- | ------- | --- | --- | ---------------------------------------------------------------------------------- | ----------------------------------------- | ----------------------------------------------------- | -------------------- |
| Анна         | 1 травня 1707 — 1 серпня 1714; 7 років, 93 дня          |         | | 6 лютого 1665, Палац Святого Якова Донька Якова II та Анни Гайд                                                     | Принц Джордж оф Денмарк 28 липня 1683                                              | 1 серпня 1714 року; Кенсінгтонський палац | 49 років, 176 днів                                    | Стюарт               |
| Георг I      | 1 серпня 1714 — 11 липня 1727; 12 років, 315 днів       |         | | 28 травня 1660, Leineschloss Син Ернеста Августа та Софії Ганноверської                                             | Софія Доротея Брауншвейг-Целльська 21 листопада 1682 року                          | 11 липня 1727; Оснабрюк (Німеччина)       | 67 років, 14 днів                                     | Ґановер              |
| Георг II     | 11 липня 1727 -25 жовтня 1760; 33 роки, 126 днів        |         | 30 жовтня 1683 року, Палац Херренгаузен; Син Георга I та Софії Доротеї Брауншвейг-Целльської          | Шарлотта-Кароліна Бранденбург-Ансбахська; Херренгаузенські сади; 22 серпня 1705 року                                | 25 жовтня 1760 року; Кенсінгтонський палац                                         | 76 років, 350 днів                        | Ґановер                                               |                      |
| Георг III    | 25 жовтня 1760 — 29 січня 1820; 59 років, 97 днів       |         | | 24 травня 1738 року; Norfolk House; Син Принца Фредеріка та Принцеси Августи оф Сакс-Гота                           | Софія Шарлотта Мекленбург-Штреліціцька; Палац Святого Джеймса; 8 вересня 1761 року | 29 січня 1820; Віндзорський замок         | 81 рік, 239 днів                                      | Ґановер              |
| Георг IV     | 29 січня 1820 — 26 липня 1830; 10 років, 149 днів       |         | | 12 серпня 1762; Палац Святого Джеймса; Син Георга III та Софії Шарлотти Мекленбург-Стрілецької                      | Кароліна Брауншвейзька; Палац Святого Джеймса; 8 квітня 1795 року                  | 26 липня 1830 року Віндзорський замок     | 67 років, 318 днів                                    | Ґановер              |
| Вільгельм IV | 26 липня 1830 — 20 червня 1837 року; 6 років, 360 днів  |         | 21 серпня 1765; Букінгемський палац; Син Георга III та Шарлотти Мекленбург-Стрілецької                | Адельгейда Саксен-Мейнінгенська; Палац Кью; 13 липня 1818 року                                                      | 20 липня 1837 року Віндзорський замок                                              | 71 рік, 303 дня                           | Ґановер                                               |                      |
| Вікторія     | 20 липня 1837 — 22 січня 1901 року; 63 роки, 217 днів   |         | | 24 травня 1819 року; Кенсінгтонський палац; Донька Принца Едуарда Августа та Вікторії Саксен-Кобург-Заальфельдської | Альберт Саксен-Кобург-Готський; Палац Святого Джеймса; 10 лютого 1840 року         | 22 січня 1901 року; Осборн-гаус           | 81 рік, 243 дня                                       | Ґановер              |
| Едуард VII   | 22 січня 1901 — 6 травня 1910 року; 9 років, 105 днів   |         | 9 листопада 1841 року; Букінгемський палац; Син Королеви Вікторії та Альберта Саксен-Кобург-Готського | Олександра Данська; Каплиця Святого Георгія; 10 березня 1863 року                                                   | 6 травня 1910; Букінгемський палац                                                 | 68 років, 178 днів                        | Саксен-Кобург-Готська династія                        |                      |
| Георг V      | 6 травня 1910 — 20 січня 1936 року; 25 років, 260 днів  |         | 3 липня 1865 року; Мальборо-гаус; Син Едуарда VII та Олександри Данської                              | Марія Текська; Палац Святого Джеймса; 6 липня 1893 року                                                             | 20 січня 1936 року; Сандрингемський палац                                          | 70 років, 231 день                        | Саксен-Кобург-Готська династія → Віндзорська династія |                      |
| Едуард VIII  | 20 січня 1936 — 11 грудня 1936 року 327 днів            |         | 23 червня 1894 року; Біла Ложа; Син Георга V та Марії Текської                                        | Волліс Сімпсон; Канде; 3 червня 1937 року                                                                           | 28 травня 1972 року; Нейї-сюр-Сен                                                  | 77 років, 340 днів                        | Віндзорська династія                                  |                      |
| Георг VI     | 11 грудня 1936 — 6 лютого 1952; 15 років, 58 днів       |         | 14 грудня 1895 року; Сандрингемський палац; Син Георга V та Марії Текської                            | Єлизавета Боуз-Лайон; Вестмінстерське абатство; 26 квітня 1923 року                                                 | 6 лютого 1952 року; Сандрингемський палац                                          | 56 років, 54 дні                          | Віндзорська династія                                  |                      |
| Єлизавета II | 6 лютого 1952 — 8 вересня 2022 року; 70 років, 215 днів |         | | 21 квітня 1926 року; Мейфер; Донька Георга VI та Єлизавети Боуз-Лайон                                               | Філіп, герцог Единбурзький; Вестмінстерське абатство; 20 листопада 1947 року       | 8 вересня 2022 року; Фортеця Балморал     | 96 років, 140 днів                                    | Віндзорська династія |
| Карл III     | 8 вересня 2022 року — Зараз                             |         | 14 листопада 1948 року; Букінгемський палац; Син Єлизавети II та Філіпа, Герцога Единбурзького        | Принцеса Діана (до 1996) Собор Святого Павла; 29 липня 1981 року                                                    | Живий                                                                              | 73 роки                                   |                                                       | Віндзорська династія |